# Aquila (журнал)
Aquila — орнітологічний науковий журнал, заснований Отто Германом у Будапешті (Угорщина) в 1894 році. Публікуються оглядові статті, а також наукові праці, що стосуються птахів, головним чином − але не виключно − авіфауни Карпатського регіону. Журнал двомовний — друкуються статті як англійською, так і угорською мовами. «Aquila» реферується в Zoological Record та у Fisheries and Wildlife Reviews.